# Juan Holgado
Juan Carlos Holgado Romero (Dierdorf, 16 de abril de 1968) é um arqueiro espanhol, campeão olímpico.

## Carreira
Juan Holgado representou seu país nos Jogos Olímpicos em 1988 a 1992, ganhando a medalha de ouro por equipes em 1992, em casa. 